# Ластрас, Пабло
Пабло Ластрас Гарсия (исп. Pablo Lastras García, род. 20 января 1979 в Мадриде, Испания) — испанский профессиональный шоссейный велогонщик. Победитель этапов всех Гранд Туров.
Все 18 лет профессиональной карьеры провёл в одной и той же команде Banesto (Caisse d'Epargne, Movistar Team), принял участие в 17-ти Гранд Турах и трёх чемпионатах мира. 

## Спортивные достижения
| 2000 - Гран-при Миньо — этап 4 2001 - Джиро д’Италия — этап 11 - Мемориал Мануэля Галеры - Вуэльта Португалии — этап 4 (ТТТ) 2002 - Вуэльта Испании — этапы 9 и 11 - Вуэльта Португалии — этап 1 (ТТТ) 2003 - Вуэльта Бургоса — генеральная классификация - Тур де Франс — этап 18 - Вуэльта Кастильи и Леона — этап 2 (ТТТ) | 2004 - Вуэльта Каталонии — этап 1 (ТТТ) 2006 - Тур Швейцарии — этап 8 2007 - Энеко Тур — этап 6 2008 - Вуэльта Андалусии — генеральная классификация 2011 - Вуэльта Испании — этап 3 - Вуэльта Бургоса — этап 3 (ТТТ) |

## Статистика выступлений наГранд Турах
| Гранд Тур | 2001 | 2002 | 2003 | 2004 | 2005 | 2006 | 2007 | 2008 | 2009 | 2010 | 2011 | 2012 | 2013 |
| --------- | ---- | ---- | ---- | ---- | ---- | ---- | ---- | ---- | ---- | ---- | ---- | ---- | ---- |
| Джиро     | 49   | –    | –    | –    | –    | –    | 42   | 64   | 45   | 113  | 38   | сход | 85   |
| Тур       | –    | –    | 67   | –    | –    | –    | –    | –    | –    | –    | –    | –    | –    |
| Вуэльта   | –    | 17   | 55   | 38   | 19   | 48   | –    | –    | –    | –    | 44   | 74   | сход |